# Modunda
Modunda is een geslacht van spinnen uit de familie springspinnen (Salticidae).

## Soorten
De volgende soorten zijn bij het geslacht ingedeeld:
- Modunda aeneiceps Simon, 1901
- Modunda staintoni (O. P.-Cambridge, 1872)